# Reinhold Stoevesandt
Reinhold Stoevesandt (* 10. April 1909; † 16. Januar 1986) war ein deutscher Architekt und Lokalpolitiker. Er gilt als einer der Pioniere der Anti-Atomkraft-Bewegung in Deutschland.

## Leben
Im Jahr 1960 verhinderte er als Funktionär der Unabhängigen Wählergemeinschaften durch Anrufung des Bundesverfassungsgerichtes die Durchführung von Kommunalwahlen in Niedersachsen unter für kleine Parteien ungünstigen Bedingungen. Das niedersächsische Wahlgesetz musste geändert werden.
Bereits in den 1960er Jahren wandte sich Stoevesandt gegen das Versuchsendlager Asse-II bei Wolfenbüttel. Ab Mitte der 1970er Jahre engagierte er sich als stellvertretender Landrat des Kreises Wolfenbüttel (FDP) verstärkt gegen das Versuchsendlager, das im Kreistag breite Unterstützung erfuhr: Mit juristischen, politischen und öffentlichkeitswirksamen Mitteln ging die Gruppe um Stoevesandt gegen die am 4. März 1976 genehmigte Einlagerung von 100.000 bestrahlten Kugelbrennelementen aus dem Jülicher Versuchsreaktor AVR in die Asse vor und erreichte, dass die Einlagerung innerhalb der gesetzten Frist bis 30. Juni 1978 nicht vorgenommen werden konnte, obwohl die Asse technisch gesehen annahmebereit war. Die Einlagerung wurde daraufhin aufgegeben. Diese Einlagerung hätte das radioaktive Inventar in der Asse etwa verzehnfacht und hätte die heutigen Bemühungen um Sanierung der Asse erheblich erschwert. Es gelang Stoevesandt, die niedersächsische Landesregierung dazu zu bringen, das Asse-Versuchsendlager nicht weiter zu unterstützen, was vermutlich zur Schließung der Asse Ende 1978 beigetragen hat.
Die Wochenzeitung „Die Zeit“ charakterisierte Stoevesandt als störrischen Demokraten.